# Valpó ostroma (1543)
Valpó ostroma két szakaszban folyt az 1543. évi nagy török hadjárat során. Az első támadást tavasz végén intézte a pozsegai bég, de valószínűleg nem járt sikerrel. Egy hónappal később azonban a ruméliai begler-bég jött a vár alá és akkor Valpó elesett. Stratégiailag nem volt túl nagy jelentősége, viszont a Siklós ellen vonuló szultáni sereg útjában állt, ezért volt szükséges az elfoglalása.

## Előzmények
A terepet előkészítő török támadásokkal szemben csak Tolnában és Kanizsánál értek el sikereket a magyar katonák, de úgy nem tudták meggyengíteni a törököket, hogy megállíthassák őket. Siklós, vagy Kanizsa elfoglalásával akarta az ellenség a szerémségi hódoltságot biztosítani, míg északon Buda környékén volt szükséges fontos pontok elfoglalása.

## Az ostrom

### Első szakasz
Valpó Perényi Péter birtokában állt, amelynek élére Árky Mihályt (más forrásokban Vas Mihály) nevezték ki várnagynak.

A kanizsai ostromot épphogy visszaverte Zrínyi Miklós, amikor Murád pozsegai bég feljött Valpó alá és ostromolni kezdte.

A várnagy segítségére Siklósról és Pécsről gyűltek össze a katonák, mintegy félezren. A kis felmentősereg hajókon kelt át a Dráván. Velük szemben a Karasica folyón Murád már csináltatott hidat, hogy azon keresztülvigye az ágyúkat. Murád 300 lovast válogatott lovast küldött ellenük Mehmed kapudzsi-pasa, valamint Kejván eszéki aga katonáiból. A török források szerint a felmentősereg egy részét lekaszabolták, másokat a folyóba szorítottak. Állítólag ennek igazolására a szultánhoz levágott orrokat és füleket küldtek, valamint egy elfogott Fartads nevű jeles vitézt.
Ezzel szemben Szakály Ferenc, valamint Csorba Csaba új kutatásokat végzett és azt állapította meg, hogy Murád vereséget szenvedett. A vár nem esett el, ami valószínűsíti ezt. Elképzelhető, hogy Murád el akarta hallgatni a vereségét és ezért mást írt jelentésében, amelyhez meg levágott testrészeket is küldött (ezek származhattak más csatákból is, mivel Murád még idén tavasszal részt vett a boszniai pasa Szlavónia elleni hadjáratában).
Valpó ostromának hírére Pécsen, Váraljai Szaniszló összehívta csapatait, félve attól, hogy Murád Pécs ellen jön. Felszólította Werbőczy Imre tolnai főispánt a csatlakozásra, mivel Valpó felmentésére akart menni. Ugyancsak kérte Nádasdy Tamás dunántúli főkapitány segítségét is.

### Második szakasz
Június 12-én Szulejmán átkelt a Száván és benyomult Magyarország területére. Siklós és Valpó, valamint Pécs ellen Ahmed ruméliai beglerbéget küldte, akinek hajóhidat kellett építenie a Dráván. Kilenc nappal később a ruméliaiak június 21-ről június 22-re átkeltek a folyón. Ahmed már egyébként március 28-án előrement Drinápolyból, hogy összeszedje a bosnyák és szerb hódoltság erőit. Amíg Valpóval foglalkozott, a szultán Nándorfehérvár alatt várt.
A várt lassan körülzárták friss és felkészült csapatokkal, majd folyamatosan ágyúzták. A falak ellen kisebb rohamokat indított, de az a védők létszámához képest nagy túlerőt jelentett. A várnagy katonái azonban keményen védekeztek a siklósi erősítésekkel és a környékről bemenekült parasztokkal szlavón (horvát) parasztokkal. Bár nagy veszteségeket szenvedtek, a vár tovább állt.

A rohamok ugyan nem vezettek eredményre, de a vár mintegy 3137 lövést kapott, s a falak minden oldalon ledőltek, vagy súlyosan megsérültek. Ekkor Ahmed általános rohamot indított, de a véres harcban a védők visszaverték a támadást.
Györkös Attila forrásai szerint a vár június 23-án adta meg magát kegyelemre, miután a nagy roham megtörte az ellenállásukat. A polgárság annyira megrémült, hogy elfogta a várnagyot és kiadta a ruméliai beglerbégnek.

Liptai Ervin forrásai szerint a vár csak július 7-én adta meg magát (még Siklós július 10-én esett el). A várnagy a szabad elvonulás fejében átadta az erősséget, de a törökök ígéretüket megszegve, lesbe állították az akindzsiket, akik lemészárolták a kivonulókat.

## Következmények
Siklós több mint tíz napig harcolt a túlerő ellen. Pécsen a törökök keresztül vonultak, miután Váraljai elmenekült a várból, de nem foglalták el.

Siklóst követően a szultán nem a Dráva mentén folytatta az előrenyomulást, hanem Esztergomot fogta ostrom alá, ami szintén elesett, hasonlóan Székesfehérvár is.